# 馬庫達
36°47′N 4°04′E / 36.783°N 4.067°E

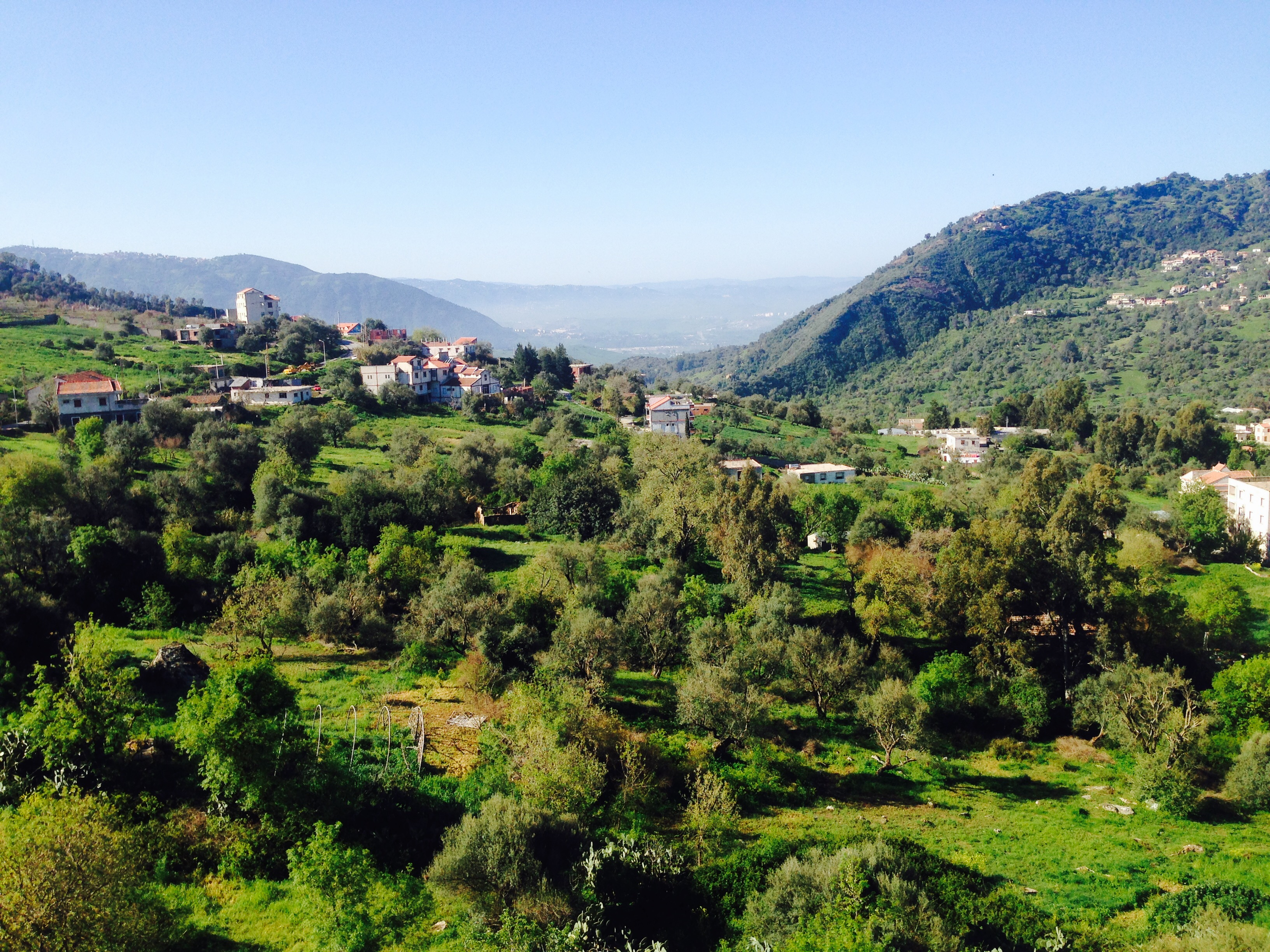
馬庫達

馬庫達（阿拉伯语：‎），是阿爾及利亞的城鎮，位於該國北部，由提濟烏祖省負責管轄，是馬特卡區的首府，面積57平方公里，海拔高度370米，2008年人口23,388，人口密度每平方公里407人。